# Cony Dacardill
Cony Dacardill, nombre artístico de José Órdenes Escobar (1 de diciembre de 1982-Santiago de Chile, 6 de septiembre de 2013) fue un transformista y comediante chileno, reconocido por ser uno de las artistas más jóvenes en participar en la escena drag del país y sus apariciones en eventos LGBT y programas de televisión.

## Biografía
Nacido en Santiago, Órdenes inició su carrera como transformista en 2001, participando en espectáculos en distintas discotecas y bares LGBT de Santiago de Chile, como por ejemplo Queen, Kinky Club, Naxo's Discotheque —lugar en donde fue anfitriona—, Bokhara, Búnker Espectáculos, Pub Friends y Dionisio. Su nombre artístico fue creado a partir de un apodo que recibía en su colegio debido a que consumía muchos barquillos de cono, y una deformación de la marca «Bacardí», que según Órdenes era su ron preferido.
Entre sus imitaciones realizadas se encontraban caracterizaciones de Marilyn Monroe y Marta Sánchez; estuvo apadrinada por la transformista Paulette Favres, quien se convirtió en su mentora en temas de maquillaje y confección de vestuario. En julio de 2002 se coronó Miss Chile Gay, convirtiéndose en la participante más joven en ganar dicho certamen; junto a ello, fueron recurrentes sus participaciones en la Marcha del Orgullo LGBT de Santiago de Chile. Formó parte de las primeras temporadas de Amigas y Rivales, concurso y docu-reality de transformismo realizado en la discoteca Fausto, así como también en el concurso El Juego 'e la Botota, realizado en la misma discoteca y presentado por Botota Fox.
Entre 2012 y 2013 Cony Dacardill participó en varios programas de televisión emitidos por Chilevisión, incluyendo Primer plano, Hazme reír, Fiebre de Viña y Talento chileno; en este último espacio logró el tercer lugar en su temporada emitida en 2013 mediante sus rutinas de stand-up comedy.
Órdenes falleció el 6 de septiembre de 2013 en el Hospital Dr. Sótero del Río producto de una meningitis derivada de una sinusitis. Sus funerales se realizaron en el Cementerio Parque El Prado, ubicado en Puente Alto.